# スオムッサルミの戦い
スオムッサルミの戦い（-のたたかい、芬：Suomussalmen taistelu）は、冬戦争における戦闘の一つ。スオムッサルミ近郊では冬戦争開始から一月末にかけての期間中戦闘が起こっていたが、一般的には1939年12月7日から1940年1月8日までの間続いた戦闘を言う。
冬戦争開始を受けて、ソ連軍はフィンランド領内に進攻。これに対してフィンランド軍は兵力において4分の1以下の劣勢ながら決定的な勝利を収めるとともにソ連のフィンランド完全掌握を断念させることに成功した。このため、フィンランドではこの戦いが冬戦争のシンボルとなっている。

## 背景

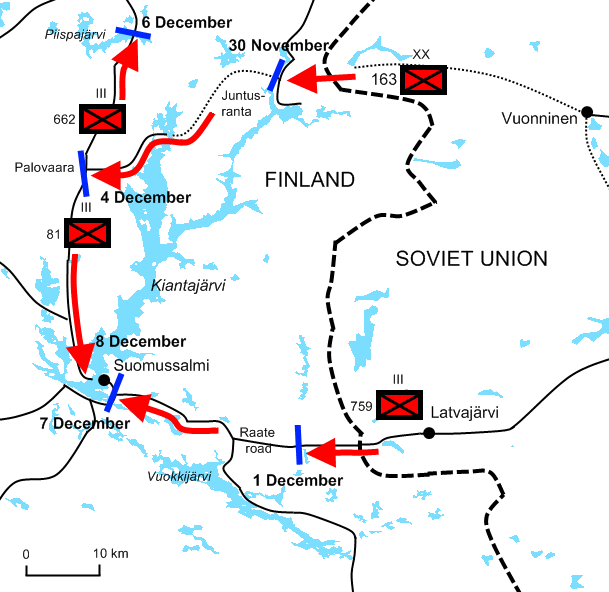
11月30日から12月8日までのソ連軍侵攻経路

1939年11月30日、冬戦争開始を受けて第9軍 (ソビエト連邦軍)第163狙撃師団は東北方面から国境を越え、スオムッサルミ村に向かって進撃した。また、その後ろからは第44機械化狙撃師団が進攻中であった。ソ連軍の目標は第9軍を西へと進め、フィンランドを南北に分断し、オウル市まで侵軍すること、これによってフィンランドの継戦能力を削ぐことであった。
対するフィンランド軍はソ連軍の動向に気付いたが、ほとんど第15独立大隊一隊のみがスオムッサルミ近郊のラーッテに配置されているのみであった。

## 経過
ソ連軍上層部は兵用地誌によって該当地域の道路事情が悪いことは認識していたが、凍結した湖や河川の上を戦車で通過可能と楽観的に判断していた。しかしながら、この年の12月の気温は例年より2度ほど高く、戦車や物資を満載したトラックが通過可能なほどには氷は厚く張っておらず、ソ連軍は狭小な未舗装の道に長蛇の列を作って遅々とした進軍を行うしかなかった。さらには大部隊による通行によって脆弱な道路はいたるところで崩壊し、進軍が停滞すると共に、ソ連軍は各所で小集団に細分化され、相互支援もできなくなっていった。
ソ連軍第9軍の先陣・第163狙撃師団はフィンランド側が焼却・破棄した無人のスオムッサルミに12月7日に到達したが、スオムッサルミから先の道路や橋もフィンランド側に破壊されていたため、さらなる進軍は不可能であった。
凍った湖上は人の通行は可能であったが、戦車の走行は不可能で、支援砲撃を行うための大砲群は隊列の後方にあり、湖上には遮蔽物もないため、徒歩ではフィンランド狙撃兵の格好の的であった。12月8日に第163狙撃師団はフィンランド軍が小数であることを、見て凍った湖を超えようと南方へと進軍を開始した。しかし、フィンランド軍の抵抗によってこの計画は完全に失敗に終わる。第二次攻撃はプオランカ北西から仕掛けられたが、やはり失敗に終わる。
第163狙撃師団は幹線道路に到達した後は、交代する第44機械化師団の到着を待つしかなくなった。
フィンランド最高司令部のマンネルヘイムは、ソ連軍の攻撃停滞を見逃さず、予備役大佐で小学校校長を務めていたヤルマル・シーラスヴオを現役に復帰させ、彼の元に周辺の守備隊を寄せ集めて「第9歩兵師団」を編成し、スオムッサルミへと送り、攻勢へと転じた。12月9日、フィンランド軍に増援として第27歩兵連隊が到着する。ヤルマル・シーラスヴオ大佐は到着後即座にスオムッサルミ奪還のためにフィンランド軍の指揮を執ることになった。フィンランド軍主力は最初の反抗作戦でスオムッサルミに向けて進撃したものの、ソ連軍の抵抗にあい、多くの損害を出した。この後、フィンランドは反攻のために増援を受け、兵力を温存しつつ防御体制に入った。12月24日にはソ連軍が反撃。しかし、フィンランド軍に包囲され、これも失敗に終わる。

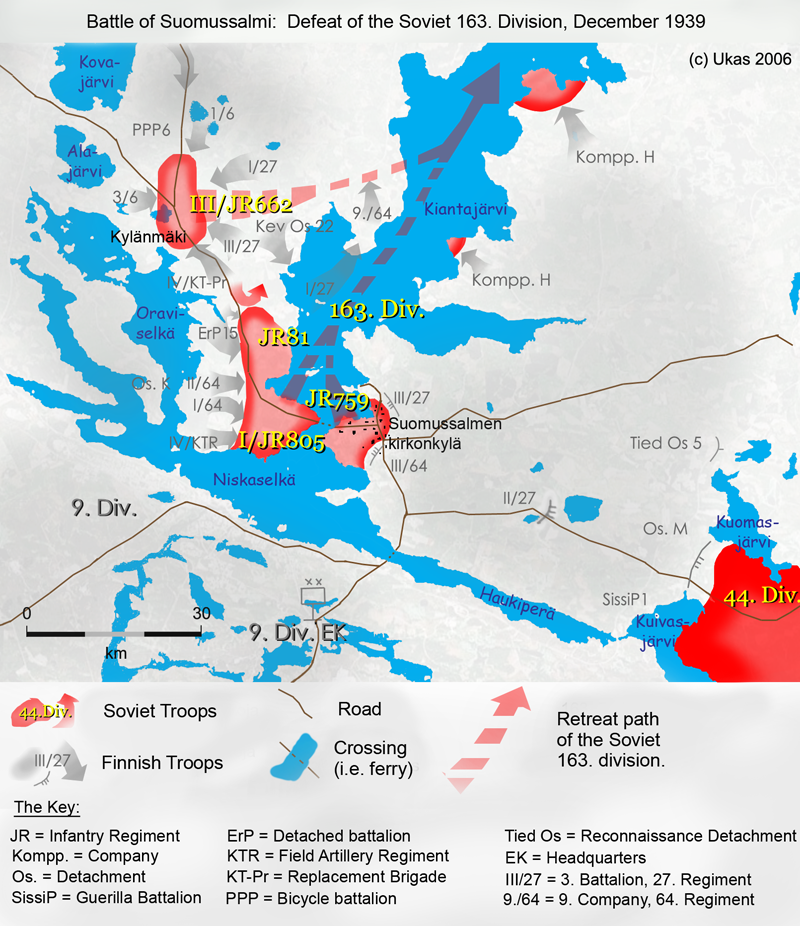
フィンランド軍の反攻

この後フィンランド軍に第64歩兵連隊と第65歩兵連隊の2連隊が増強され、12月27日、第163師団に対し再度攻撃をかける。フィンランド軍はこの攻撃で北西部に展開していた第16独立大隊と第65歩兵連隊がソ連の分遣隊を包囲殲滅し道路を遮断。ソ連第163師団は道路を使えなくなり完全に包囲された。フィンランド第64歩兵連隊はスオムッサルミ西方からさらに攻撃をかけ、ソ連軍本隊を圧迫した。
これに対し、ウクライナ兵多数で編成されたソ連軍第44機械化狙撃師団は第163師団と合流するため東からスオムッサルミへの進攻を行った。しかし、湖の前で展開したフィンランド第9師団第27連隊の分遣隊に阻まれ、ラーッテ林道で進軍を止めた。徐々に悪くなる戦況からソ連第163師団は脱出を図ろうと考え、ソ連第44師団に対して退却援護を要請した。しかし、フィンランド軍の連隊分遣隊規模の兵を前にしてなぜかソ連第44師団はそれ以上に動こうとはせず退却援護すら中止。ソ連第44師団はスオムッサルミとラーッテの間のラーッテ林道で塹壕を築き、防衛体制に入った。
包囲され、援軍も見込めなくなったソ連軍第163師団は混乱し、継戦困難とみて武器や補給物資を捨てて凍った湖の上を逃げだした。フィンランド軍はスオムッサルミ奪還を果たし、さらに第65連隊を動員し、崩壊し敗走していくソ連軍第163軍に対して追撃を続けた。

## 結末、その後
戦いはフィンランドに軍配が上がった。フィンランド軍は地形と機動力を生かしつつ、ソ連軍をモッティ戦術に引き込んだ。もしソ連軍がこの作戦に成功し、オウルを陥落させていればフィンランド軍は2面に分断され、防衛線が長くなり、スウェーデンとの鉄道も途切れ、継戦困難になったと考えられる。この勝利はフィンランド軍の士気を大いに奮い立たせた。
明けて1940年の1月4日 - 8日にかけてはラーッテ林道で防衛体制にあるソ連軍第44狙撃師団に対しフィンランド軍の総攻撃が行われた。(ラーッテ林道の戦い)この戦いにおいてもフィンランド軍が数の上では劣勢であったものの、第44狙撃師団はモッティ戦術によって小部隊ずつ孤立させられたうえ各個撃破され、多くの武装を残し退却を余儀なくされる。これによって第44狙撃師団は壊滅した。
さらに、この戦闘でフィンランド軍は不足していた戦車43台、野砲71門、トラック260台、馬1170頭、対戦車砲29門、その他多くの兵器を鹵獲している。